# Ange Clareno

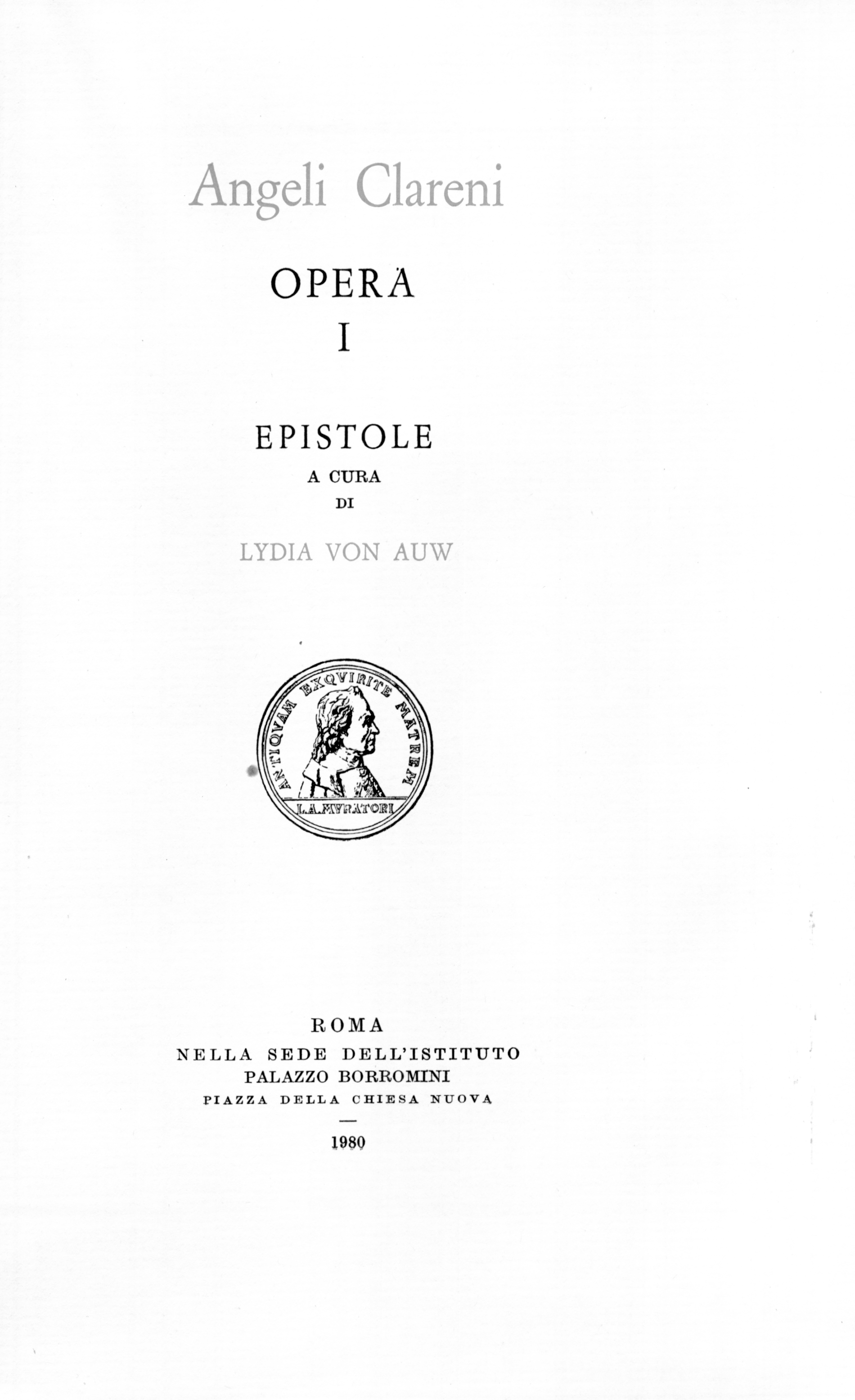
Epistole

Ange Clareno (Pierre de Fossombrone), né vers 1260 dans les Marches, et mort en 1337 à Santa Maria d'Aspro dans la Basilicate, est un frère franciscain italien, figure centrale du mouvement des Spirituels.

## Biographie
On ne connaît rien de sa famille et sa date de naissance est inconnue. Deux témoignages autobiographiques laissent penser que Pierre de Fossombrone a pris l'habit franciscain peu après le deuxième concile de Lyon (1274), au moment où Pierre de Macerata, Thomas de Tolentino et Trasmundo sont incarcérés pour avoir maintenu que ni le pape ni le concile ne pourraient modifier la règle franciscaine. En 1278, il est condamné avec eux à la prison à vie. L'emprisonnement n'a sans doute pas été continu, puisqu'une lettre fait allusion à une nouvelle capture en Sicile. Le groupe était néanmoins en prison à Ancône quand il fut libéré par le ministre général suivant, Raymond Geoffroy (1289-1295) et envoyé en mission en petite Arménie, auprès du roi Heythoum III. Après un épisode de persécution à Chypre, Pierre de Macerata et Pierre de Fossombrone retournent en Italie en 1293, mais les autorités provinciales refusent de leur accueillir dans un couvent.
En septembre 1294, à la suite de l'élection du pape Célestin V, ils obtiennent l'autorisation de vivre selon leur compréhension de la règle franciscaine, en formant un nouvel ordre qui prend le nom de Pauvres Ermites de Célestin. C'est à ce moment que les deux frères prennent les noms de Liberato et Ange Clareno. Dès l'abdication de Célestin, en décembre 1294, ils s'enfuient en Grèce. Boniface VIII annule tous les actes de Célestin, supprimant donc par la même occasion les Pauvres Ermites. Ceux-ci reviennent en Italie dès le décès de Boniface, à la fin de l'année 1303. L'année suivante, Ange se rend notamment à Pérouse, pour demander le soutien du cardinal Napoléon Orsini. Il participe au concile de Vienne en 1311-12, étant protégé par le cardinal Jacques Colonna. Il effectue en 1313 un séjour à Majorque auprès du roi Philippe, tertiaire franciscain et soutien des Spirituels. Au retour, il participe à la fête de Pierre de Jean Olivi à Narbonne. Le 30 décembre 1317, le pape Jean XXII, par la bulle Sancta Romana Ecclesia, condamne les spirituels, quelle que soit leur dénomination. Ange Clareno, forcé de rejoindre l'ordre des célestins, se réfugie à Subiaco dans le Latium. De là, il assure la direction des Fraticelles, en tant que ministre général. C'est aussi là qu'il compose ses écrits. En 1334, le pape Jean XXII ordonne au gardien du couvent et à l'inquisiteur Simon de Spolète de s'emparer de la personne d'Ange Clareno. Ange parvient à s'enfuir dans le royaume de Naples, où la présence de Philippe de Majorque et de spirituels provençaux et catalans à la cour de la reine Sancha lui garantit une assistance durable. Il se retire ensuite dans la Basilicate, où il décède le 15 juin 1337.

## Œuvre littéraire
Historia septem tribulationum Ordinis Minorum, ed. O. Rossini, intro. H. Helbling, Roma, ISIME, 1999 (Opera, II).
Liber chronicarum sive tribulationum Ordinis Minorum, ed. G. Boccali, trad. it. M. Bigaroni, introd. di F. Accrocca, S. Maria degli Angeli, 1999.
Comparaison des deux éditions : Roberto Paciocco, « Le tribolazioni di Angelo Clareno (in margine alle recenti edizioni) », Collectanea Francescana, 71, 2001, p. 493-519.
Expositio regulae Fratrum Minorum, ed. Livarius Oliger, Quaracchi, Coll. S. Bonaventurae, 1912.
Victorin Doucet, « Angelus Clarenus ad Alvarum Pelagium, apologia pro vita sua », Archivum franciscanum historicum, 39, 1946, p. 63-200.
Epistole, ed. L. von Auw (Opera, I), Roma 1980.
L’epistolario di Angelo Clareno nel ms. 1942 della Biblioteca Oliveriana di Pesaro, ed. M. Curto, Studia Oliveriana, 3a ser, 1-2, 2002-2002, p. 9-306.